# 图尔诺夫
图尔诺夫是捷克利贝雷茨州的一个镇，位于伊泽拉河畔，面积22.73平方公里，人口14,489人（2006年）。

## 友好城市
- 波兰亚沃尔
- 匈牙利凯斯特海伊
- 德国尼斯基
- 荷兰雷乌艾克